# Vadim Zakharov (Künstler)
Vadim Zakharov (russisch Вадим Захаров, transkribiert Wadim Sacharow; * 1959 in Stalinabad, UdSSR) ist ein russischer Aktionskünstler, Maler, Fotograf, Videokünstler und Installationskünstler. Er wird als Archivar des Moskauer Konzeptualismus bezeichnet und zum Kreis der Moskauer Konzeptualisten gezählt. Er lebt und arbeitet in Berlin und Moskau.

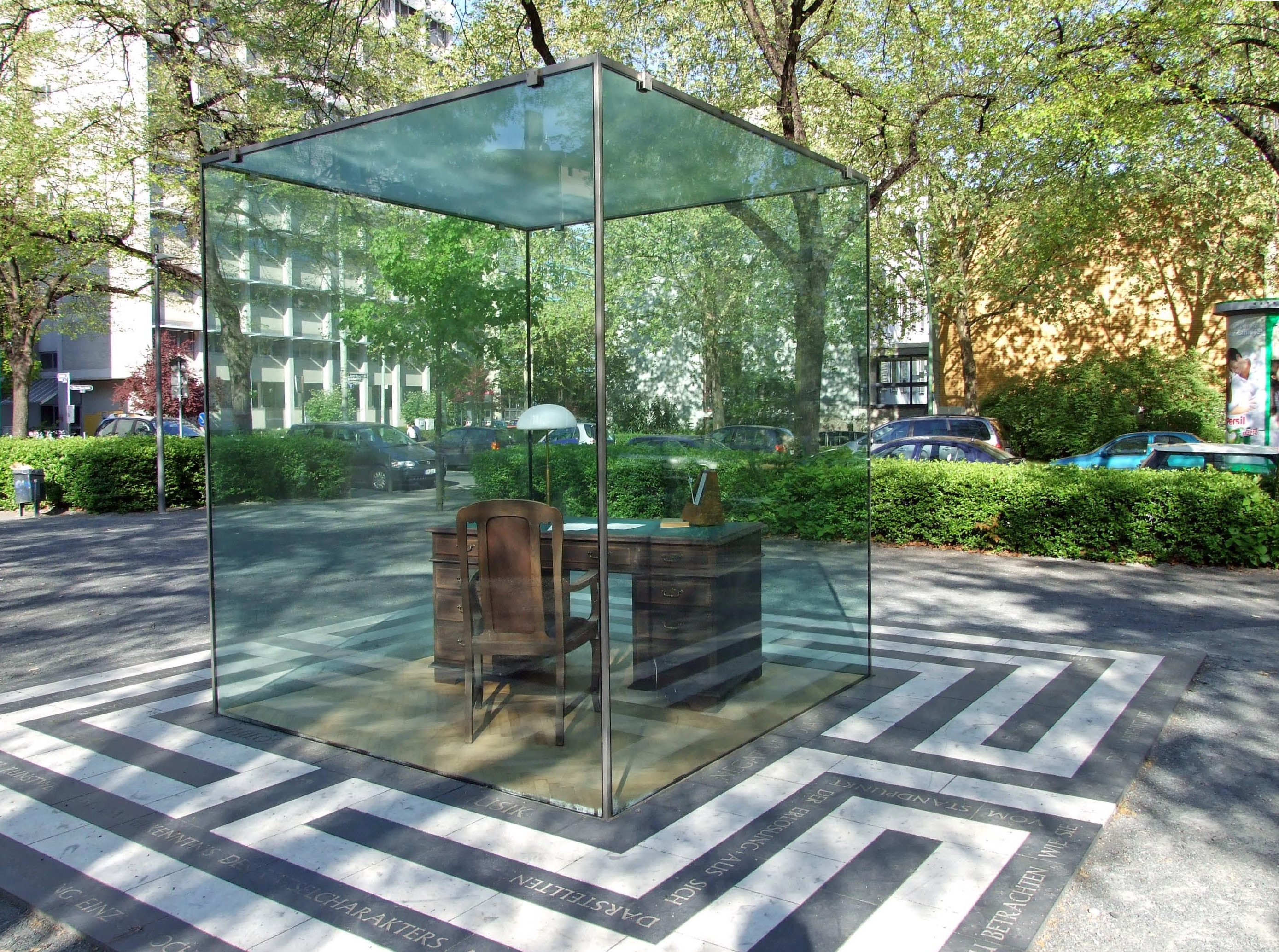
Vadim Zakharov: Adorno-Denkmal in Frankfurt am Main

## Leben
Vadim Zakharov wurde 1959 in Stalinabad geboren. Seit 1978 nahm er an Ausstellungen der inoffiziellen Moskauer Kunstszene teil und arbeitete unter anderem mit Igor Lutz, Victor Skersis und Sergey Anufriev. In den Jahren 1982–1984 nahm er an den Ausstellungen der AptArt Galerie teil. 1982 machte er seinen Abschluss an der Fakultät für Grafik und Kunst an der Staatlichen Pädagogischen Universität Moskau. In den darauffolgenden Jahren begann er seine Sammleraktivität von Werken zeitgenössischer Moskauer Künstler.
Im Kontext der Öffnung Russlands in den Jahren der Perestroika, reiste Zakharov 1989 wie viele seiner Künstlerfreunde in den Westen aus. Er ließ sich 1990 in Köln nieder und gründete den Verlag Pastor Zond Edition, in der von 1992 bis 2001 als wichtigste Publikation die von ihm gestaltete und redigierte Kunstzeitschrift Pastor in einer handgefertigten Auflage erschien. Die thematischen Ausgaben nehmen zu aktuellen Ereignissen der zeitgenössischen Kunst, der Literatur und Philosophie Stellung und erscheinen weitgehend auf Russisch.
2003 gewann Zakharov den Gestaltungswettbewerb für das Adorno-Denkmal in Frankfurt am Main. Er entschied sich dafür, einen privaten Arbeitsplatz eines kreativen Geistes in künstlerischer Form im öffentlichen Raum nachzubilden. Dafür baute Zakharov einen Glaskubus aus Panzerglas von 2,50 Meter Kantenlänge, welcher einen Parkettfußboden, einen Schreibtisch und einen Schreibtischstuhl enthält. Auf dem Schreibtisch sind mehrere Gegenstände platziert. Eine Schreibtischlampe schaltet sich bei einsetzender Abenddämmerung automatisch ein und bei Morgendämmerung wieder aus und steht für Theodor W. Adornos nächtliches Schaffen. Darüber hinaus tickt fortlaufend ein Metronom, was Adornos kompositorische Tätigkeiten symbolisieren soll. Ebenfalls befinden sich eine Buchausgabe von Adornos Werk Negative Dialektik, ein mit Schreibmaschine geschriebenes, handschriftlich kommentiertes Manuskript und ein Notenblatt auf dem Schreibtisch.
In einem Marmorlabyrinth außerhalb des Glaskubus sind Zitate aus Adornos Werk Minima Moralia und aus seiner Ästhetischen Theorie eingemeißelt. Der Zeilenverlauf der Zitate wechselt mehrfach innerhalb des Marmorbodens und formt dadurch ein Labyrinth.
Der Glaskubus ist ein Verweis auf die Gegenwart, in der sich auch der private Raum der Transparenz nicht entziehen kann.
Die Installation befand sich bei ihrer Enthüllung auf dem Adorno-Platz im Stadtteil Bockenheim. Seit April 2016 steht sie auf dem in Theodor-W.-Adorno-Platz umbenannten zentralen Platz des Campus Westend der Frankfurter Goethe-Universität, jedoch wurde dieser Ortswechsel nicht mit dem Künstler selbst abgestimmt.
Seit der Einweihung des Denkmals wurde der Glaskubus bereits mehrmals beschädigt.
2006 erhielt Vadim Zakharov seine erste große Retrospektive in Russland in der Staatlichen Tretjakow-Galerie in Moskau. Unter dem Titel 25 Jahre auf einer Seite wurde Vadim Zakharovs 25-jährige künstlerische Tätigkeit durch die Stella Art Foundation und dem Interros Book Publishing Program präsentiert. Die Ausstellung war in sieben Abschnitte geteilt: Aktionen, Performances und Abenteuer, Editionen, Installationen, Fotografien und Videos, Malerei, Objekte, Kollaborationen.
2013 wurde seine Installation Danaë im russischen Pavillon auf der Biennale in Venedig gezeigt, welcher von Udo Kittelmann, Direktor der Nationalgalerie, Staatliche Museen zu Berlin, kuratiert wurde. Danaë, in der griechischen Mythologie die Geliebte des Zeus und mit ihm die Mutter des Perseus, ist in der Bildenden Kunst ein wiederkehrender Topos von der Antike bis hin zur Moderne. Vadim Zakharovs zeitgenössische Auslegung des Mythos ist ein Kommentar zur Gier und Rücksichtslosigkeit der modernen Zeit. In seiner Installation verschmelzen philosophische, sexuelle, psychologische und kulturelle Fragmente zu einer theaterähnlichen Komposition, die sich zwischen Installation und Performance bewegt.
Für die Installation ließ Zakharov kontinuierlich 200.000 Goldmünzen von dem oberen Stockwerk durch ein Loch in das untere Stockwerk regnen. Die Goldmünzen wurden eigens vom Künstler entworfen. Auf der Vorderseite war der Wert der Münze, eine Danaë, geprägt, auf der Rückseite die vier Worte Vertrauen, Einheit, Freiheit und Liebe, welche durch das Spruchband „Der Künstler garantiert den Wert mit seiner Ehre 2013“ umfasst wurde. Im Untergeschoss wurde der Zutritt nur Besucherinnen erlaubt, welche einen Regenschirm erhielten, um sich vor dem Goldregen zu schützen. Diese waren dazu aufgerufen, eine Handvoll Münzen in einen benachbarten Raum zu bringen und sie dort in einen Eimer zu werfen. Dieser wurde durch einen Mann, der sich im oberen Stockwerk befand, durch ein Loch in der Decke hochgezogen, um die Maschine, die das Gold in das Untergeschoss regnen ließ, immer wieder neu zu füllen.
In einem anderen Raum saß ein Mann auf Balken, der Erdnüsse aß und deren Schalen auf den Boden fallen ließ – statt Gold regnete es nun Müll. Auf einer Wand stand der Satz „Gentlemen, time has come to confess our Rudeness, Lust, Narcissism, Demagoguery, Falsehood, Banality and …“, der im Nebenraum fortgesetzt wurde „… and Greed, Cynicism, Robbery, Speculation, Wastefulness, Gluttony, Seduction, Envy and Stupidity.“ („Gentlemen, die Zeit ist gekommen, unsere Unhöflichkeit, Begierde, Narzissmus, Demagogie, Falschheit, Banalität und …“; „… und Gier, Zynismus, Raub, Spekulation, Verschwendung, Völlerei, Verführung, Neid und Dummheit [zu gestehen]“)
2017 zeigte Vadim Zakharov seine Performance „Tunguska Event, History Marches on a Table“ in der Whitechapel Gallery in London. Die Veranstaltung entstand in Kollaboration mit der V-A-C Foundation, die sich für die internationale Präsentation, Produktion und Entwicklung von zeitgenössischer Kunst aus Russland einsetzt.
Die Performance war eine humorvolle Reise durch Zeit und Geschichte, in welcher die einzelnen Charaktere auf einer rechteckigen Konstruktion agierten, an die sich die Besucher wie an einen Tisch setzen konnten. Der Titel der Performance verweist auf das sogenannte Tunguska-Ereignis, bei dem es am 30. Juni 1908 in Sibirien zu einer oder mehreren Explosionen kam. Als wahrscheinlichste Ursache gilt heute der Eintritt eines Asteroiden, aber auch eine vulkanische Eruption ist nicht auszuschließen. Für Zakharov stellt dieses Ereignis das Symbol für die unwiderruflichen globalen Veränderungen im Bewusstsein der Menschheit dar.

## Werk
„(…) in order to become autonomous, an artist needs to become an institution himself, replacing all functions of contemporary art institutions with his own activities. (…) Zakharov did not change his strategy after he moved to the West, where there were plenty of contemporary art institutions to be found. Quite on the contrary, Zakharov has developed and even radicalized his artistic strategy of autonomy. (…) Zakharov takes up all of the vacancies that the system of contemporary art will offer: the artist, curator, critic, publisher, biographer, archivist, documentarian, historian, and interpreter.“
(„Um autonom zu werden, muss ein Künstler selbst zur Institution werden und alle Funktionen der Institutionen der zeitgenössischen Kunst durch seine eigenen Aktivitäten ersetzen. (…) Zakharov hat seine Strategie nach seinem Umzug in den Westen, wo es viele Institutionen zeitgenössischer Kunst zu finden gab, nicht geändert. Ganz im Gegenteil: Zakharov hat seine künstlerische Strategie weiterentwickelt und sogar radikalisiert. (…) Zakharov besetzt alle freien Stellen, die das System der zeitgenössischen Kunst anbietet: den Künstler, Kurator, Kritiker, Herausgeber, Biograph, Archivar, Dokumentarist, Historiker und Übersetzer.“)
Vadim Zakharov wird üblicherweise dem Moskauer Konzeptualismus zugerechnet. Dieser Kreis entstand in den 1970er und 1980er Jahren im sowjetischen Russland, wo junge Künstler die herrschenden Ideologien auf ihre Sprachriten und Denkfiguren untersuchten und ironisch hinterfragten. Die Künstler des Moskauer Konzeptualismus unterschieden sich auf der formalen Ebene stark voneinander, jedoch bestand ihre Einheit in der „schöpferischen Methode als solcher wie auch in den Beziehungen zu den Kontexten der Kunst, also zum historischen, sozialen und individuellen Kontext.“ Das sowjetische Kunstverständnis wurde abgelehnt und mit neuen Methoden wie Intertextualität und Intermedialität künstlerisch und literarisch gearbeitet. Aus dem fundamentalen Zweifel an der Möglichkeit der Abbildung von Realität durch das künstlerische semiotische System resultierte ein ständiger Perspektivwechsel. Letztendlich waren die Künstler des Moskauer Konzeptualismus davon überzeugt, dass Realität nicht abgebildet werden kann, sondern nur das Scheitern an dem Versuch daran. Die Auseinandersetzung mit Themen wie der Leere, Metaphysik, Müll oder der Funktionsweise von Zeichen und Symbolen sind Ausdruck dieses Vorgehens.
Ab dem Ende der 1970er Jahre spricht man von der zweiten Generation des Moskauer Konzeptualismus, der auch Vadim Zakharov zugeordnet wird. Diese Generation entwickelte neue Fragestellung und hinterfragte die erste Generation um Ilya Kabakow, Vitaly Komar und Alexander Melamid, Viktor Pivovarov, Erik Bulatow und Andrei Monastyrski u. a.
In Ermangelung einer Position im offiziellen sowjetischen Kunstkanon und aufgrund staatlicher Restriktionen und Zensur musste der Moskauer Konzeptualismus eigene Strukturen und Institutionen aufbauen. Die Künstler schufen sich eine „in sich geschlossene und eigenständige Welt, in der die Produktion von Kunst und deren kritische Beschreibung, Archivierung und Musealisierung gewährleistet waren.“ Die Kunst des Archivierens wurde zu einer eigenständigen Kunstform, beispielsweise in den „MANI-Ordner“ (MANI = Moskauer Archiv für Neue Kunst), welche durch Andrej Monastyrski initiiert wurden und in zweiter Fassung von Vadim Zakharov und Viktor Skersis vorbereitet wurden. Die „MANI-Ordner“ waren die ersten wichtigen Gemeinschaftspublikationen, ungeachtet ihrer Auflage von fünf Exemplaren. Hierbei war jedem Künstler ein Briefumschlag zugedacht, den er mit konzeptuellen Arbeiten, Fotografien oder theoretischen Texten füllte, welcher wiederum in eine Mappe kam, die diverse Umschläge anderer Künstler enthielt. Die Verbreitung der Publikation erfolgte durch Weiterreichung von einem Künstler zum Nächsten.
Ab den 1980er Jahren führte Vadim Zakharov die Kunst des Archivierens fort, weshalb er oft als Archivar des Moskauer Konzeptualismus bezeichnet wird. Da es keine anderen Kunstinstitutionen als die offiziellen in der Sowjetunion gab, sah sich Zakharov im Zugzwang, Material wie Fotos, Videos, Kataloge, Broschüren oder Einladungen der inoffiziellen Moskauer Kunstszene in Eigeninitiative zu sammeln. Die ersten Werke seines Archivs waren unter anderem Arbeiten von Konstantin Zvezdochetov, Nikita Alexeev, Yuri Albert und der Gruppe Fliegenpilz (Muchomor). In den Jahren 1989 bis 2014 legte Vadim Zakharov ein Videoarchiv über die Aktivitäten der Künstler des Moskauer Konzeptualismus im Westen an, für welches über 200 Ausstellungen, Auftritte und Lesungen von ihm gefilmt worden sind.
Vadim Zakharovs Archiv fungiert nicht nur als Aufbewahrungsort, an dem Materialien vor dem Verschwinden bewahrt werden. Er arbeitet aktiv intertextuell und intermedial mit den Materialien und bindet sie in seine künstlerischen Aktivitäten und Publikationen ein. Dadurch wird aus dem starren Archiv ein dynamisches Archiv.
Vadim Zakharov agiert als künstlerische Institution, die in sich Sammler, Archivar, Künstler und Herausgeber vereint, und wählt dabei einen anderen Ansatz als seine Künstlerkollegen, wie zum Beispiel Ilya Kabakov oder der westliche Konzeptkünstler Marcel Broodthaers, indem seine Institutionen und Rollen keine fiktiven Entitäten oder Ergänzungen der eigentlichen künstlerischen Arbeit sind, sondern unabhängig für sich selbst stehen können. Das Archiv ist Archiv, der Verlag ist Verlag und seine Sammlung ist Sammlung.
Vadim Zakharov arbeitet sowohl als Maler, Fotograf, Video- und Installationskünstler als auch als Performancekünstler. Sein Werk beschäftigt sich mit dem Thema der Erinnerung und ihrer Zerstörung, dem Aufbewahren und Auslöschen sowie der Erforschung der Moskauer konzeptuellen Gemeinschaft und ihren eigenen Strategien und Methoden.
Exemplarisch für diese Vorgehensweise können Vadim Zakharovs Werke Die Tötung des Madeleine Gebäcks (1997–1998), Auf einer Seite (1998–2001) sowie die Arbeit Ich habe mir Feinde gemacht (1980) gesehen werden.
„Die Tötung des Madeleine Gebäcks“ ist angelehnt an Marcel Prousts Werk Auf der Suche nach der verlorenen Zeit, in dem der Ich-Erzähler beim Eintunken eines Madeleine Gebäcks in Tee an seine Kindheit erinnert wird. Vadim Zakharov ließ seine Künstlerfreunde ebenfalls ein Madeleine-Gebäck probieren und unmittelbar danach die Empfindungen niederschreiben, die dieser Geschmack auslöste. Die Texte wurden in einem Buch gesammelt und können als „kollektives Unterbewusstsein des Moskauer Konzeptualismus“ verstanden werden. Anschließend stellte der Künstler das Suchen nach der verlorenen Zeit vor Gericht, bei welchem das Madeleine Gebäck zum Tode verurteilt wurde. Am 28. September 1997 um 19:54 Uhr ließ Vadim Zakharov in Graz das Madeleine Gebäck von einem Scharfschützen erschießen. Im letzten Akt wurde 1998 in der Kreuzkirche am Hohenzollerndamm in Berlin das „Requiem für das Madeleine Gebäck“, welches von Ivan Sokolov komponiert wurde, von Natalia Pschenitschnikova uraufgeführt und aufgenommen. Das Langzeitprojekt Die Tötung des Madeleine Gebäcks wurde in einer mehrteiligen Edition dokumentiert, bestehend aus einem Buch, einem Video und einer CD.
In den drei Editionen von „Auf einer Seite“ druckte Zakharov die Texte von Saint-Exupérys Der kleine Prinz, Dantes Inferno und 100 Russische Volksmärchen auf eine einzige goldene Seite, welche immer wieder durch einen Laserdrucker lief, bis der gesamte Text so dicht wurde, dass die Seite eine Reliefstruktur erhielt. Die entstandenen Werke thematisieren kanonische Texte, die in ein kulturelles Gedächtnis eingeschrieben sind, dadurch aber oft ihre Lesbarkeit verlieren, aber gleichzeitig der Ikone gleich werden, da sie mehr als Bild denn als Text fungieren.
Ich habe mir Feinde gemacht aus dem Jahre 1980 ist eine Fotoserie, bei welcher sich Vadim Zakharov Äußerungen über Moskauer Konzeptualisten wie „Steinberg ist ein gepuderter Malewitsch“, „Bulatov, du täuschst, und das ist heutzutage gefährlich“ oder „Es umgibt Yankilewsky und Kabakov etwas Wölfisches. Sieh sie dir genauer an. Es ist wahr“ auf die Handinnenfläche schrieb und diese frontal in die Kamera hielt. Diese Aussagen muteten wie Ohrfeigen an, weshalb sich Vadim Zakharov auf einer anderen Fotografie „Ich habe mir Feinde gemacht“ auf die Wange schrieb.
Heute lebt und arbeitet Vadim Zakharov in Berlin und Moskau. Gemeinsam mit seiner Frau Maria Porudominskaja führt er in seiner Berliner Privatwohnung die AptArt Tradition fort und organisiert regelmäßig Ausstellungen unter dem Namen FREEHOME mit der Maxime „Artist to artist“ für einen ausgewählten Kreis an Besuchern.

## Auszeichnungen und Ehrungen
- 1995: Griffelkunst-Preis, Hamburg
- 2006: Best Work of Visual Art, Contemporary Visual Art Award „Innovation“, Moskau
- 2007: Joseph Brodsky Memorial Fellowship Fund, American Academy, Rom
- 2009: Kandinsky-Preis, Best Work of the Year, Moskau
- 2023: Goslarer Kaiserring (gemeinsam mit Yuri Albert)

## Einzelausstellungen (Auswahl)
- 1979–84: Wohnungsausstellungen und APTART Galerie, Moskau
- 1989: Vadim Zakharov, Kunstverein, Freiburg im Breisgau
- 1989: Vadim Zakharov, Galerie Peter Pakesch, Wien
- 1989: Vadim Zakharov, Galerie Sophia Ungers, Köln
- 1995: „Der letzte Spaziergang durch die Elysischen Felder“, Kölnischer Kunstverein, Köln
- 1996: ”Funny and sad adventuries of Foolish Pastor“, Project for Atopic Site, Tokio, Japan
- 2006: „Vadim Zakharov. 25 years on one page“, Staatliche Tretjakow Galerie, Moskau
- 2006: „Author – monument of Utopie“, The State Russian Museum, St. Petersburg; Museum of Privat Collections, Moskau
- 2009: „Collection and Archive by Vadim Zakharov“, National Centre for Contemporary Arts, Moskau
- 2013: „Danaë“, Russian Pavilion, 55th Venice Biennale
- 2015: „Postscript after RIP: A Video Archive of Moscow Artists’ Exhibitions 1989 – 2014“, Garage, Moskau
- 2017–2018: „Tunguska Event, History Marches on a Table“, Whitechapel Gallery, London; Museo d’Arte Moderna di Bologna, Bologna

## Gruppenausstellungen (Auswahl)
- 1986: „APTART“, The New Museum of Contemporary Art, New York
- 1988: „Ich lebe – Ich sehe“, Kunstmuseum, Bern
- 1988: „Sowjetkunst heute“, Museum Ludwig, Köln
- 1990: „In the USSR and Beyond“, Stedelijk Museum, Amsterdam
- 1993: „Trade Routes“, The New Museum, New York
- 1993: „Die Sprache der Kunst“, Kunsthalle Wien, Wien; Kunstverein, Frankfurt
- 1998: „Präprintium. Moskauer Bücher aus dem Samizdat“, Staatsbibliothek Berlin, New Museum Weserburg Bremen
- 2001: „Milano Europa 2000. The end of the century, the seeds of the future“, PAC, Mailand, Italien
- 2002: „Bangkok meets Cologne“, Art Centre, Silpakorn University, Thailand
- 2002: „The small Word“, Art Centre, Silpakorn University, Thailand
- 2002: „BABEL 2002“ National Museum of Contemporary Art, Korea
- 2003–2004: „Berlin-Moskau/Moskau-Berlin 1950–2000 – von heute aus“, Martin Gropius Bau, Berlin; State Historical Museum, Moskau
- 2004: „Moskauer Konzeptualismus: Sammlung Oroschakoff und Sammlung, Verlag, Archiv – Vadim Zakharov“, Kupferstichkabinett, Berlin
- 2005: „What’s new, pussycat?“, Museum für Moderne Kunst, Frankfurt am Main
- 2005: „RUSSIA!“, Guggenheim Museum, New York City
- 2008: „Black Birds“, Municipal Museum of Contemporary Arts of Larissa; The Peristyle of the Athens Conservatory, Griechenland
- 2014: „A Space Odyssey“, The 2nd CAFAM Biennale, Beijing, China

## Schriften
- Vadim Zakharov: Der letzte Spaziergang durch die Elysischen Felder, Dt. /Russ., (aus Anlass der Ausstellung im Kölnischen Kunstverein, Köln, 1995) Hatje Cantz Verlag, 1995, ISBN 978-3893-22775-4.